# Vlastějovský rybník
Vlastějovský rybník o rozloze vodní plochy 1,12 ha se nalézá na Jeníkovickém potoce u osady Vlastějov asi 1 km jihozápadně od centra obce Načešice v okrese Chrudim. Vlastějovský rybník je umístěn v přírodní lokalitě využívané pro odpočinek a rekreaci. Pod hrází rybníka se od 16. století nacházela budova bývalého mlýna zbořeného v roce 1942. Rybník je v současnosti využíván pro chov ryb.

## Galerie

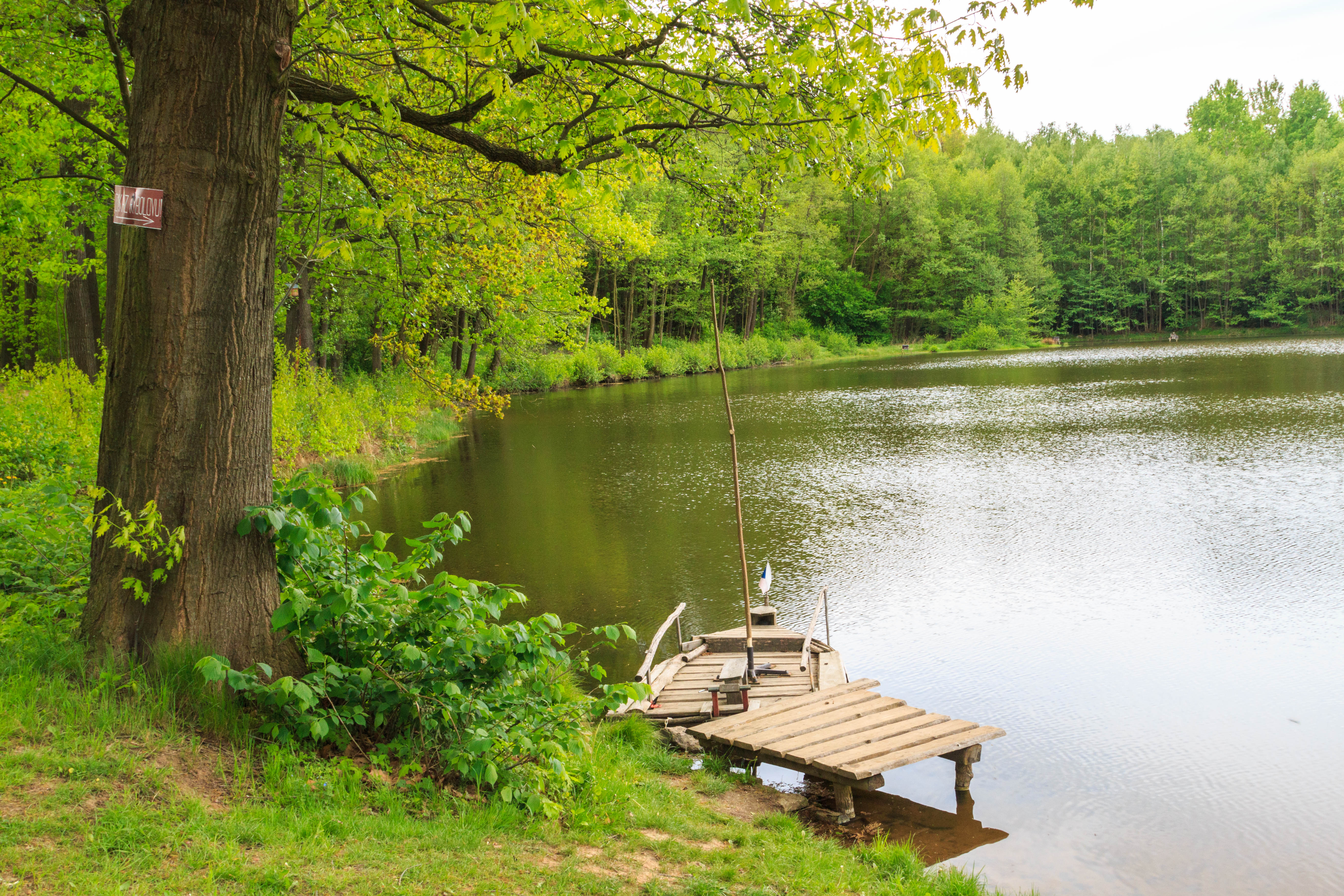
pohled na Vlastějovský rybník
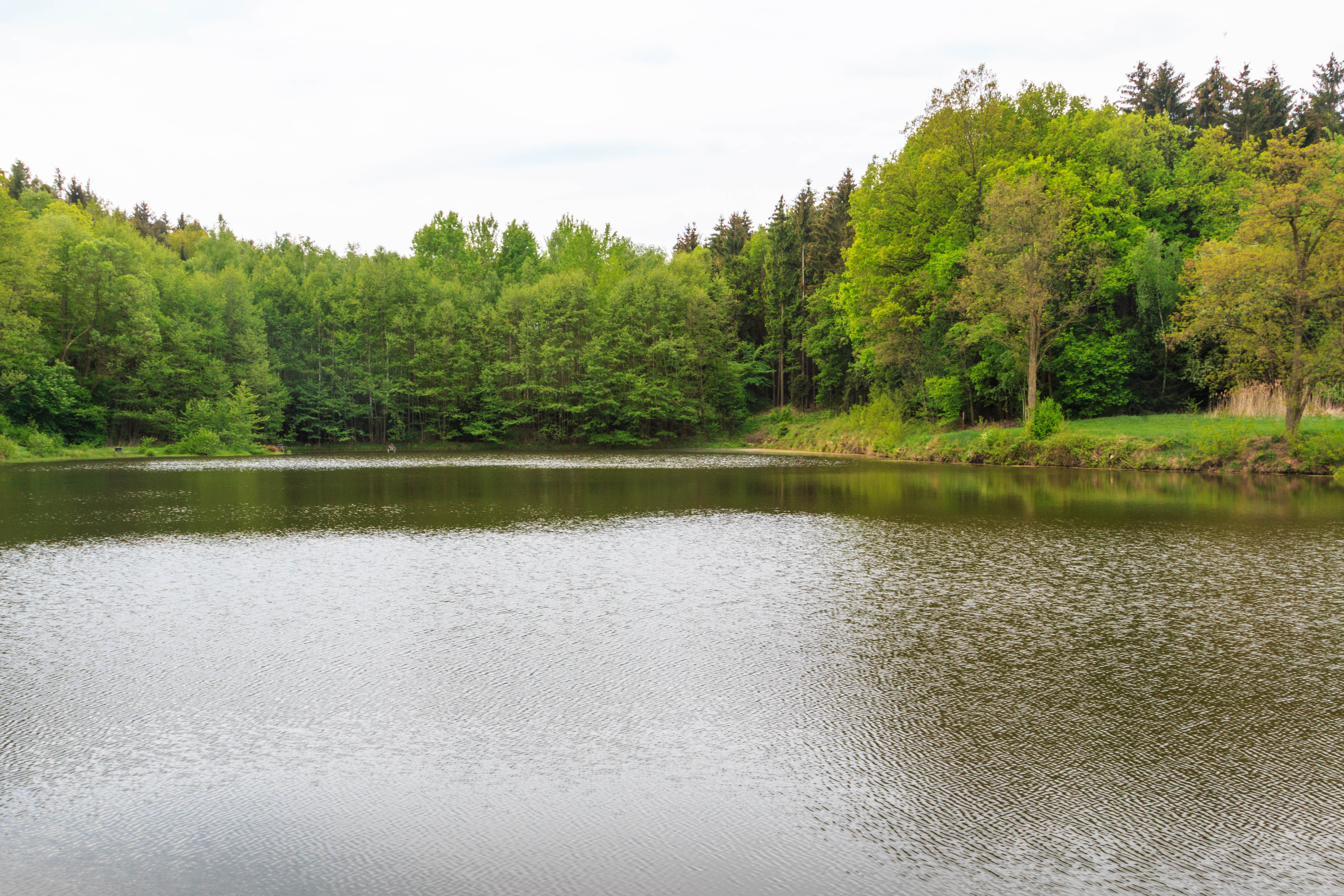
pohled na Vlastějovský rybník
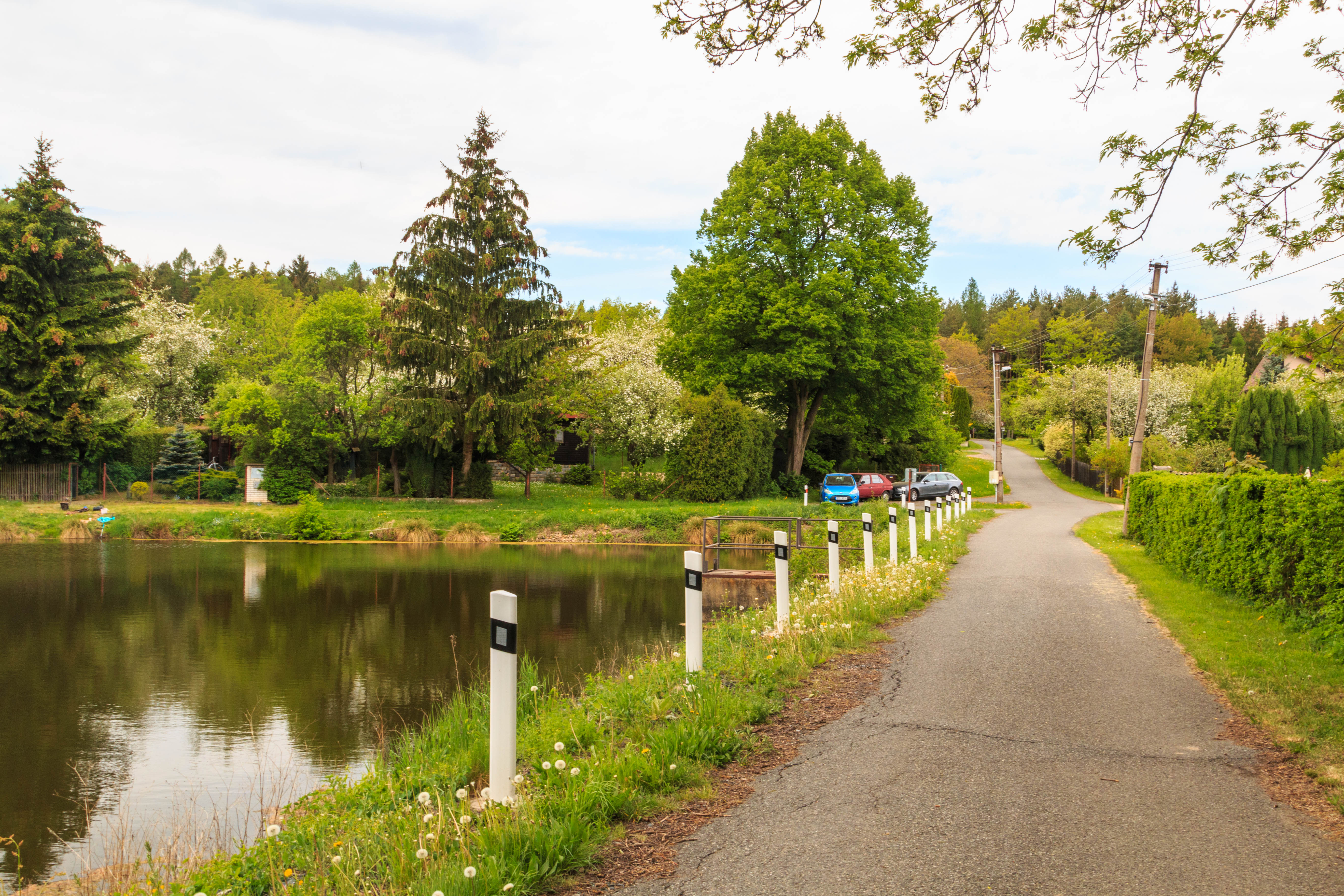
pohled na Vlastějovský rybník
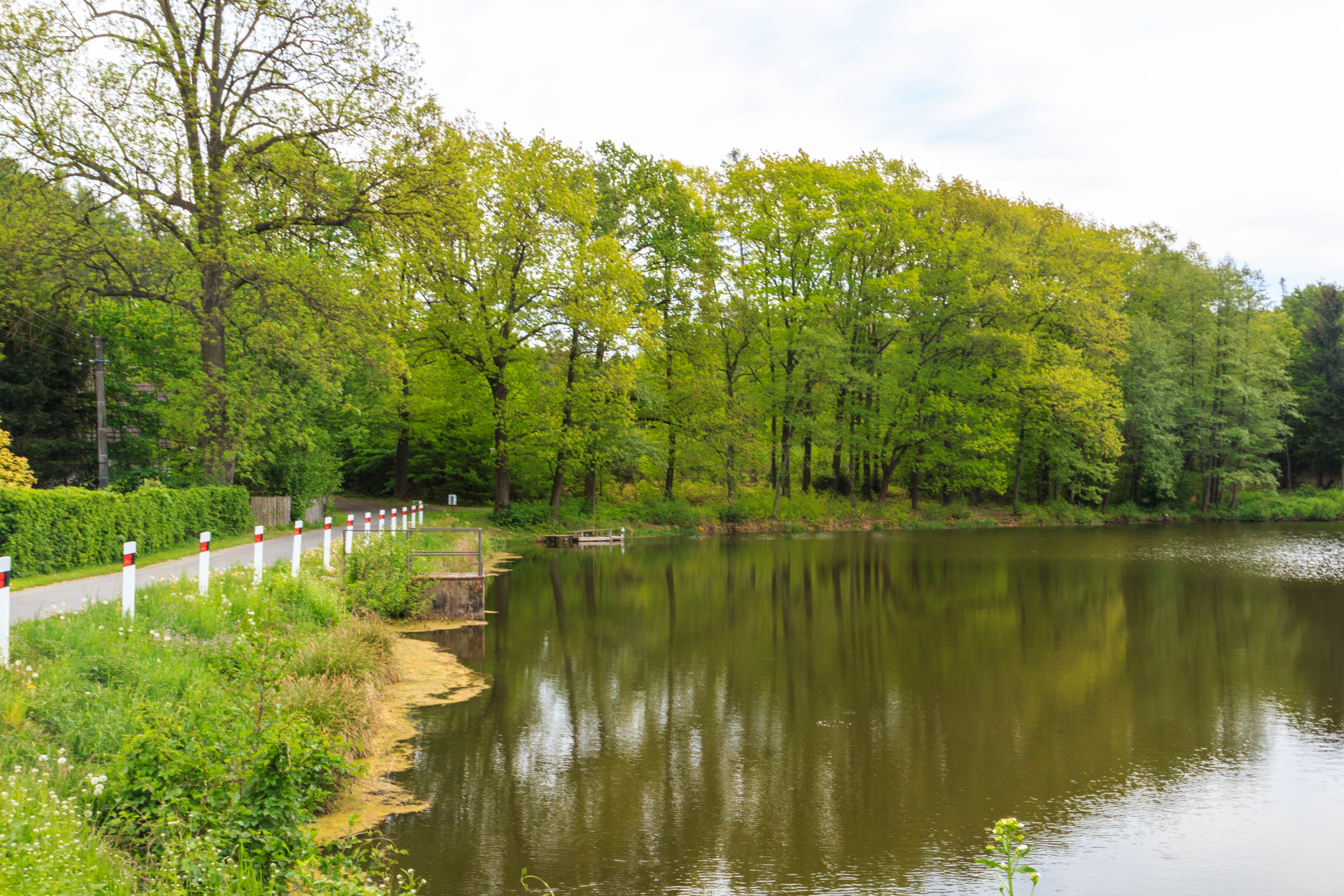
pohled na Vlastějovský rybník